# Aartsbisdom Genua
Het aartsbisdom Genua (Latijn: Archidioecesis Ianuensis; Italiaans: Arcidiocesi di Genova) is een metropolitaan aartsbisdom van de Katholieke Kerk in Italië. De zetel van het aartsbisdom staat in Genua. Het aartsbisdom bevindt zich in de regio Ligurië en bestrijkt de provincie Genua en een deel van de provincie Alessandria. 
Het bisdom werd vermoedelijk in de derde eeuw gesticht. In 1133 verkreeg het van paus Innocentius II de status van aartsbisdom. In 1986 werd het bisdom Bobbio-San Colombano bij het aartsbisdom gevoegd, maar al in 1989 werd deze samenvoeging ongedaan gemaakt en werd Bobbio-San Colombano toegevoegd aan het bisdom Piacenza.
Het aartsbisdom heeft 743.000 inwoners waarvan 93% katholiek is. Er zijn 278 parochies en er zijn 341 priesters in het aartsbisdom actief.
Marco Tasca OFM Conv, is aartsbisschop van Genua sinds 2020. Hij werd terzijde gestaan door hulpbisschop Nicolò Anselmi tot zijn benoeming tot bisschop van Rimini op 17 november 2022.

## Kerkprovincie Genua
De suffragane bisdommen van het aartsbisdom zijn:
- Bisdom Albenga-Imperia
- Bisdom Chiavari
- Bisdom La Spezia-Sarzana-Brugnato
- Bisdom Savona-Noli
- Bisdom Tortona
- Bisdom Ventimiglia-San Remo

## Indeling van het Aartsbisdom

### Gemeenten
Het Aartsbisdom Genua (967 km²) omvat de gemeenten:
- In de Metropolitane Stad Genua (regio Ligurië): Genua, Arenzano, Avegno, Bargagli, Bogliasco, Busalla (alleen het centrum-dorp), Camogli, Campomorone, Ceranesi, Davagna, Isola del Cantone (alleen het centrum-dorp), Mele, Mignanego, Montoggio, Pieve Ligure, Recco, Ronco Scrivia (behalve Pietrafraccia), Sant'Olcese, Savignone (alleen Isorelle en San Bartolomeo), Serra Riccò, Sori, Tribogna, Uscio, Valbrevenna (behalve Nenno en Tonno) en Vobbia;
- In de Provincie Alessandria (regio Piëmont): Arquata Scrivia (alleen Rigoroso en Sottovalle), Bosio, Carrosio, Fraconalto, Gavi, Mongiardino Ligure, Parodi Ligure e Voltaggio.

### Dekenaten en parochies
Het Aartsbisdom bestaat uit 27 vicariati (Nederlands: dekenaten) en 278 parochies (waarvan 257 in de Metropolitane Stad Genua en 21 in de Provincie Alessandria): 
- Vicariato del Medio - Alto Bisagno
- Vicariato di Albaro
- Vicariato di Bogliasco-Pieve-Sori
- Vicariato di Bolzaneto
- Vicariato di Campomorone
- Vicariato di Carignano-Foce
- Vicariato di Castelletto
- Vicariato Centro Est
- Vicariato Centro Ovest
- Vicariato di Cornigliano
- Vicariato di Gavi
- Vicariato di Marassi-Staglieno
- Vicariato di Nervi
- Vicariato di Oregina
- Vicariato di Pegli
- Vicariato di Pontedecimo-Mignanego
- Vicariato di Pra'-Voltri-Arenzano
- Vicariato di Quarto
- Vicariato di Recco-Uscio-Camogli
- Vicariato di Rivarolo
- Vicariato di Sampierdarena
- Vicariato di San Fruttuoso
- Vicariato di San Martino-Valle Sturla
- Vicariato di San Teodoro
- Vicariato di Sant'Olcese-Serra Riccò
- Vicariato di Sestri Ponente
- Vicariato di Valle Scrivia

### Kathedraal en basilieken
De kathedraal van het Aartsbisdom is de Kathedraal van Sint-Laurentius.
Op het grondgebied van het Aartsbisdom bevinden zich elf basilica's minor:
- Helige Mariabasiliek in Castello (Basilica di Santa Maria di Castello);[7]
- Maria-Boodschapbasiliek in Vastato (Basilica della Santissima Annunziata del Vastato);[8]
- Basiliek van de Heilige Maria van de Wijngaarden (Basilica di Santa Maria delle Vigne);[9]
- Maria-Tenhemelopnemingbasiliek in Carignano (Basilica di Santa Maria Assunta di Carignano;[10]
- Basiliek van de Onbevlekte Ontvangenis van Maria (Basilica di Santa Maria Immacolata);[11]
- Basiliek van de Heilige Franciscus de Paola (Basilica di San Francesco da Paola);[12]
- Basiliek van Onze Lieve Vrouwe van de Berg (Basilica di Nostra Signora del Monte);[13]
- Maria-Tenhemelopnemingbasiliek in Sestri Ponente (Basilica di Nostra Signora Assunta a Sestri Ponente);[14]
- Basiliek van het Kindje Jezus van Praag (Santuario Basilica del Bambino Gesù di Praga) te Arenzano;[15]
- Maria-Tenhemelopnemingbasiliek te Camogli (Basilica di Santa Maria Assunta in Camogli);[16]
- Basiliek van Onze Lieve Vrouwe van Bescherming (Santuario Basilica di Nostra Signora della Guardia) te Ceranesi.[17]

## Bisschoppen en Aartsbisschoppen van Genua

### Bisschoppen van Genua (3de eeuw - 1133)[18]
- Sint-Valentinus van Genua†
- Sint-Felix van Genua †
- Sint-Syrus van Genua †
- Sint-Romulus van Genua †
- Diogenes † (vermeld in 381)
- Paschasius † (vermeld in 451)

- Aartsbisschoppen van Milaan, wonende te Genua:
  - Sint-Honoratus van Milaan † (568 - 571, overleden)
  - Fronto van Milaan † (571 - 573)
  - Laurentius II van Milaan † (573 - 593)
  - Costantius † (593 - 03/09/600 overleden)
  - Deodatus (of Deusdedit) † (15/09/601 - 30/10/629 overleden)
  - Asterius † (629 - 04/07/640 overleden)
  - Fortis † (641 - 641 dimesso)
  - Sint-Johannes de Goed † (641 - 649 afgetreden)

- Johannes I † (vermeld in 680)
- Viator † (vermeld in 732)
- Johannes II † (vermeld in 752)
- Dionisius † (vermeld nel 798)
- Guilihelmus † (vermeld in 821)
- Nazarius † (vermeld voor 845)
- Massitus (of Mansuetus) † (845 - 860)
- Sigebertus † (? - 864 overleden)
- Petrus † (864 - ?)
- Sabbatinus † (voor 876 - na l'877)
- Rampertus † (vermeld in 889)
- Johannes III † (vermeld in 904)
- Nicolas † (vermeld in 930)
- Teodolfus I † (vermeld in 945)
- Lambertus II † (vermeld in 968)
- Teodolfus II † (vermeld in 970)
- Johannes IV † (vermeld voor 985 - ongeweer 993, overleden)
- Landulfus I † (vermeld in 993)
- Johannes V † (voor 1001 - 1019)
- Landulfus II † (1019 - na 1034)
- Corradus † (voor 10/1036 - na 06/1051)
- Obertus Peveres † (voor 07/1052 - na 06/1078)
- Corradus Manganellus † (voor 06/1080 - na1087)
- Cyriacus † (ongeweer 1092 - ?)
- Ogerius † (? - ongeweer 1097, overleden)
- Airaldus Guaracco, C.R.S.A. † (1097 - 22/08/1116 overleden)
- Otto I † (1117 - 1120 overleden)
  - Sedisvacatio (1120-1123)
- Sigifredus † (1123 - 17/07/1129 overleden)
- Syrus II † (08/1130 - 19/03/1133 verheven tot Aartsbisschop van Genua)

### Aartsbisschoppen van Genua (1133-1986)[18]
- Syrus II † (19/03/1133 - 30/09/1163, overleden)
- Ugo (of Ugone) della Volta † (1/10/1163 - 12/06/1188, overleden)
- Bonifacio † (13/06/1188 - 22/09/1203, overleden)
- Ottone Ghilini † (18/11/1203 - 30/10/1239, overleden)
- Giovanni de' Rossi † (11/1239 - 1253, overleden)
- Gualtiero da Vezzano † (23/04/1253 - 26/09/1274, overleden)
- Bernardo de' Arimondi † (voor 6/09/1276 - 1286, overleden)
- Opizzo Fieschi † (4/06/1288 - 1291, overleden), apostolisch administrator
- Zalige Jacobus de Voragine, O.P. † (eind 1291 - 07/1298, overleden)
- Porchetto Spinola, O.F.M. † (3/02/1299 - 30/05/1321, overleden)
- Bartolomeo de' Maroni † (18/07/1321 - 13/12/1335, overleden)
- Dino di Radicofani † (27/01/1337 - 7/10/1342, benoemd tot Aartsbisschop van Pisa)
- Giacomo Peloso da Santa Vittoria, C.R.S.A. † (27/11/1342 - 1349, overleden)
- Bertrando Bessaduri † (2/09/1349 - 1358, overleden)
- Guido Scetten † (2 /07/1358 - 1368, overleden)
- Andrea della Torre, O.P. † (28/02/1368 - 1377, overleden)
- Lanfranco Sacco, O.S.B. † (4/12/1377 - ongeweer 1382, overleden)
- Giacomo Fieschi † (1382 - 24/11/1400, overleden)
- Pileo de' Marini † (30/11/1400 - na 06/1428, overleden
- Pietro de Giorgi † (4/11/1429 - 1436, overleden)
- Giorgio Fieschi † (3/10/1436 - 18/12/1439, afgetreden)
- Giacomo Imperiale, O.S.B. † (23/12/1439 - 1452 overleden)
- Paolo Fregoso † (7/02/1453 - 13/02/1495, afgretreden), kardinaal
- Jorge da Costa † (13/02/1495 - 29/07/1496 afgetreden), kardinaal, apostolisch administrator

- Paolo Fregoso † (29/07/1496 - 22/03/1498, overleden), ten tweede male
- Giovanni Maria Sforza † (25/03/1498 - 1520 overleden)
- Innocenzo Cybo † (11/03/1520 - 13/04/1550 overleden), kardinaal
- Gerolamo Sauli † (18/04/1550 - 1559 overleden)
- Agostino Maria Salvago, O.P. † (17/04/1559 - 30/09/1567 overleden)
- Cipriano Pallavicino † (14/11/1567 - 1586 overleden)
- Antonio Maria Sauli † (1586 - 9/08/1591 afgetreden), kardinaal
- Alessandro Centurione † (9/08/1591 - 1596 afgetreden)
- Matteo Rivarola, O.S.B. † (29/04/1596 - 1600 overleden)
- Orazio Spinola † (20/12/1600 - 24/06/1616 overleden), kardinaal
- Domenico de' Marini † (18/07/1616 - 02/1635 overleden)
- Stefano Durazzo † (5/03/1635 - 10/1664 afgretreden), kardinaal
- Giambattista Spinola de oude † (10/10/1664 - 16/03/1681 afgetreden), kardinaal
- Giulio Vincenzo Gentile, O.P. † (17/03/1681 - juni of juli 1694 overleden)
- Giambattista Spinola de jonge † (13/09/1694 - 7/01/1705 afgretreden), kardinaal
- Lorenzo Maria Fieschi † (18/05/1705 - 1/05/1726 overleden), kardinaal
- Nicolò Maria de' Franchi, O.P. † (1/07/1726 - 20/02/1746 overleden)
- Giuseppe Maria Saporiti † (20/02/1746 - 14/04/1767 overleden)
- Giovanni Lercari † (10/07/1767 - 18/03/1802 overleden)
- Giuseppe Maria Spina † (24/05/1802 - 13/12/1816 afgetreden), kardinaal
  - Sedisvacatio (1816-1819)
- Luigi Emmanuele Nicolò Lambruschini, B. † (27/09/1819 - 26/06/1830 afgetreden), kardinaal
- Giuseppe Vincenzo Airenti, O.P. † (5/07/1830 - 3/09/1831 overleden)
- Placido Maria Tadini, O.C.D. † (2/07/1832 - 22/11/1847 overleden), kardinaal
  - Sedisvacatio (1847-1852)
- Andrea Charvaz † (27/09/1852 - 7/08/1869 afgetreden)
  - Sedisvacatio (1869-1871)
- Salvatore Magnasco † (27/10/1871 - 12/01/1892 overleden)
- Zalige Tommaso Reggio † (11/07/1892 - 22/11/1901 overleden)
- Edoardo Pulciano † (16/12/1901 - 25/12/1911 overleden)
- Andrea Caron † (29/04/1912 - 22/02/1915 afgetreden)
- Ludovico Gavotti † (22/01/1915 - 23/12/1918 overleden)

- Tommaso Pio Boggiani, O.P. † (10/03/1919 - 08/1921, afgetreden), kardinaal
  - Sedisvacatio (08/1921-21/11/1921)
- Giosuè Signori † (21/11/1921 - 25/11/1923, overleden)
  - Sedisvacatio (25/11/1923-24/03/1924)
- Francesco Sidoli † (24/03/1924 - 18/12/1924, overleden)
- Carlo Dalmazio Minoretti † (16/01/1925 - 13/03/1938 overleden), kardinaal
- Pietro Boetto, S.I. † (17/03/1938 - 31/01/1946 overleden), kardinaal
  - Sedisvacatio (31/01/1946-14/05/2026)
- Giuseppe Siri † (14/05/1946 - 30/09/1986, benoemd tot Aartsbisschop van Genua-Bobbio), kardinaal

### Aartsbisschoppen van Genua-Bobbio (1986-1989)[19]
- Giuseppe Siri † (30/09/1986 - 6/07/1987, afgetreden), kardinaal
- Giovanni Canestri † (6/07/1987 - 16/09/1989, benoemd tot Aartsbisschop van Genua), kardinaal

### Aartsbisschoppen van Genua (1989 tot heden)[19]
- Giovanni Canestri † (16/09/1989 - 20/04/1995, afgetreden), kardinaal
- Dionigi Tettamanzi † (20/04/1995 - 11/07/2002, benoemd tot Aartsbisschop van Milaan), kardinaal
  - Sedisvacatio (11/07/2002-10/12/2022)
- Tarcisio Bertone, S.D.B. (10/12/2002 - 29/08/2006, benoemd tot kardinaal-staatssecretaris), kardinaal
- Angelo Bagnasco (29/08/2006 - 8/05/2020, afgetreden), kardinaal
- Marco Tasca, O.F.M.Conv. (08/05/2020 tot heden)[20]

## Afbeeldingen

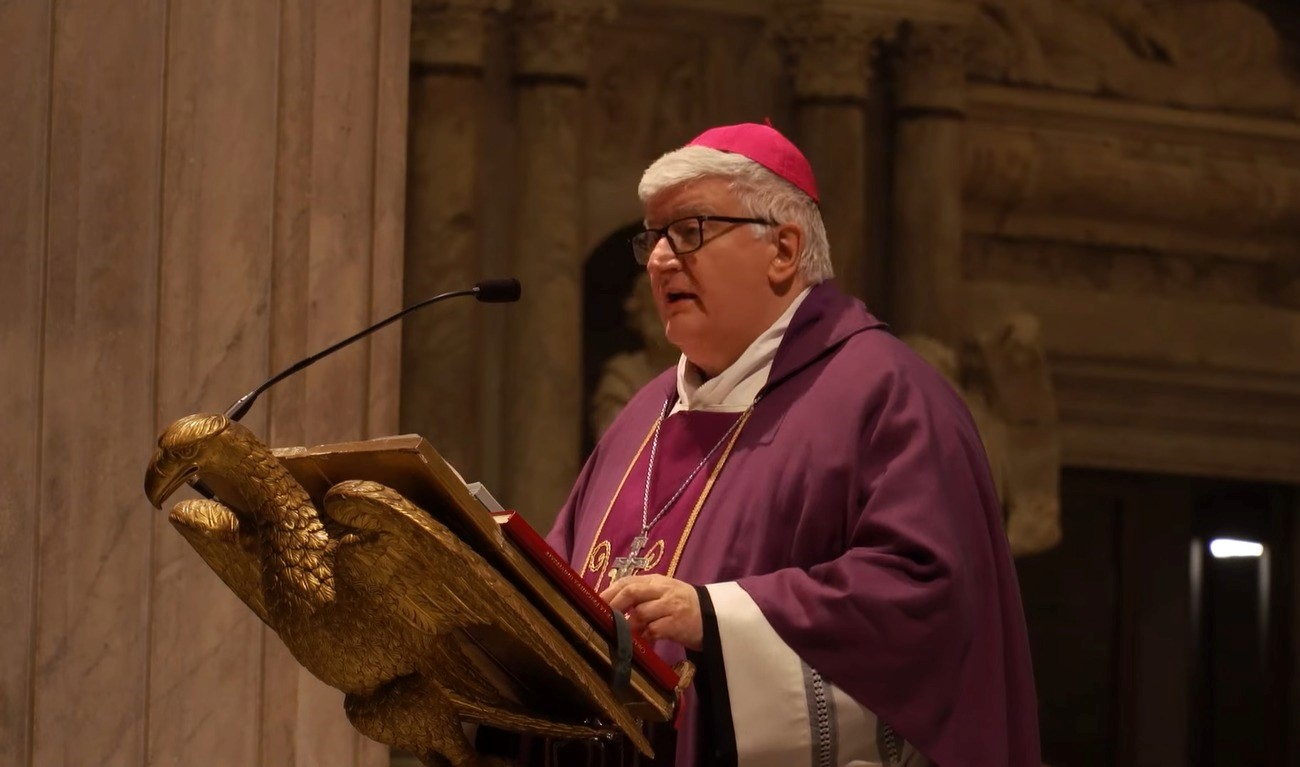
Marco Tasca, OFMConv, Aartsbisschop van Genua (2020 -)
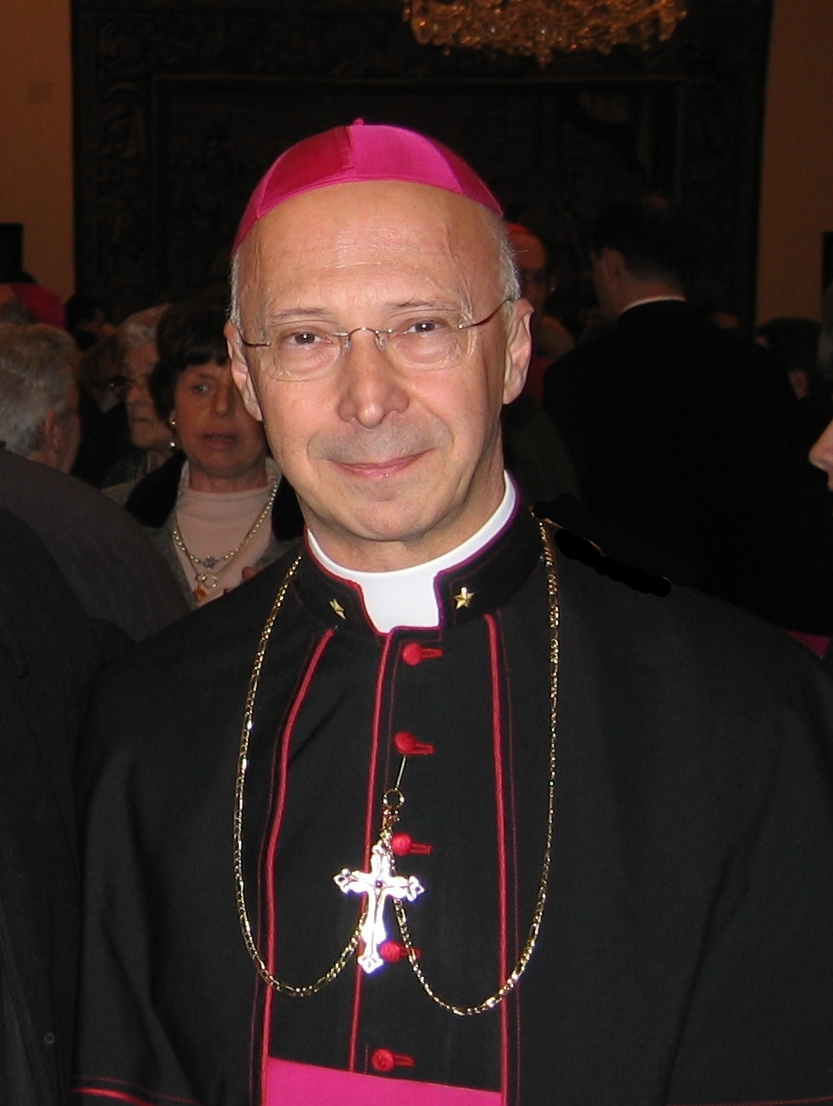
Kardinaal Angelo Bagnasco, Aartsbisschop van Genua (2006-2020)
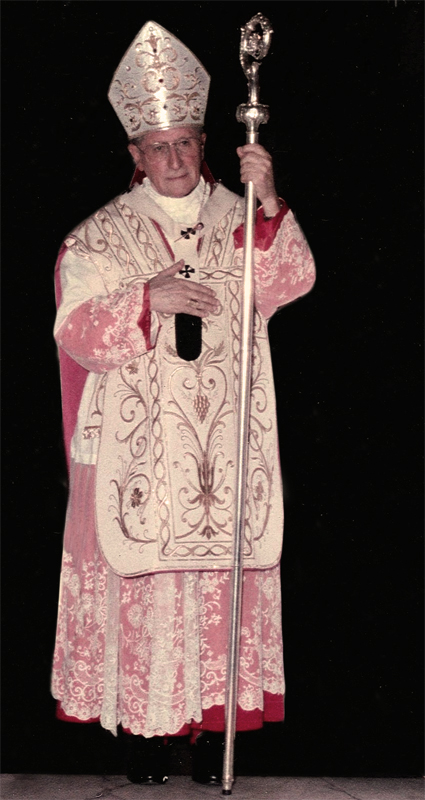
Kardinaal Giovanni Canestri, Aartsbisschop van Genua (1987-1995)
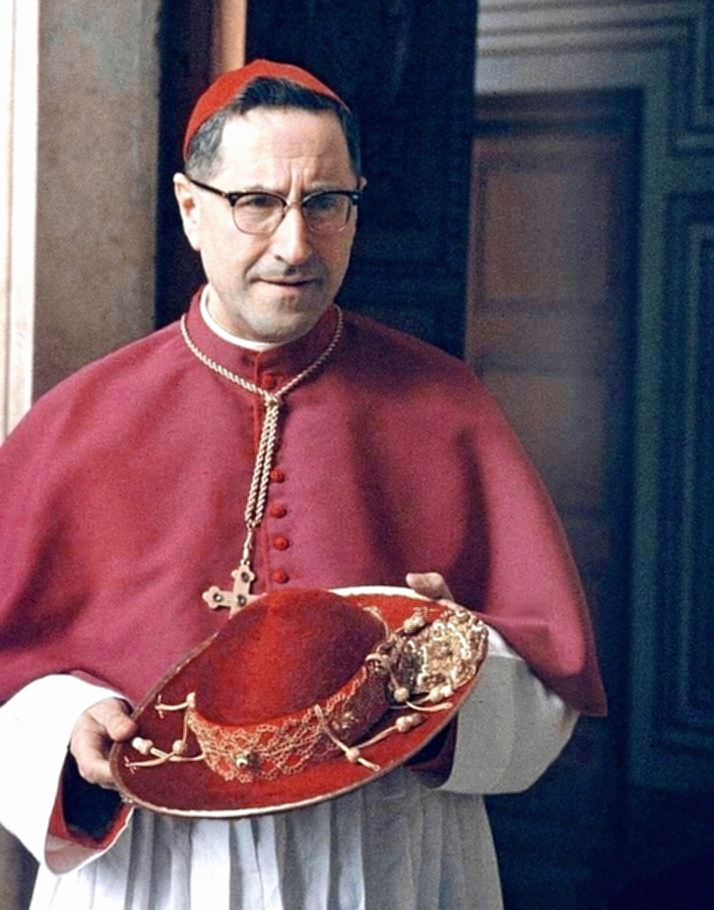
Kardinaal Giuseppe Siri, Aartsbisschop van Genua (1946-1987)
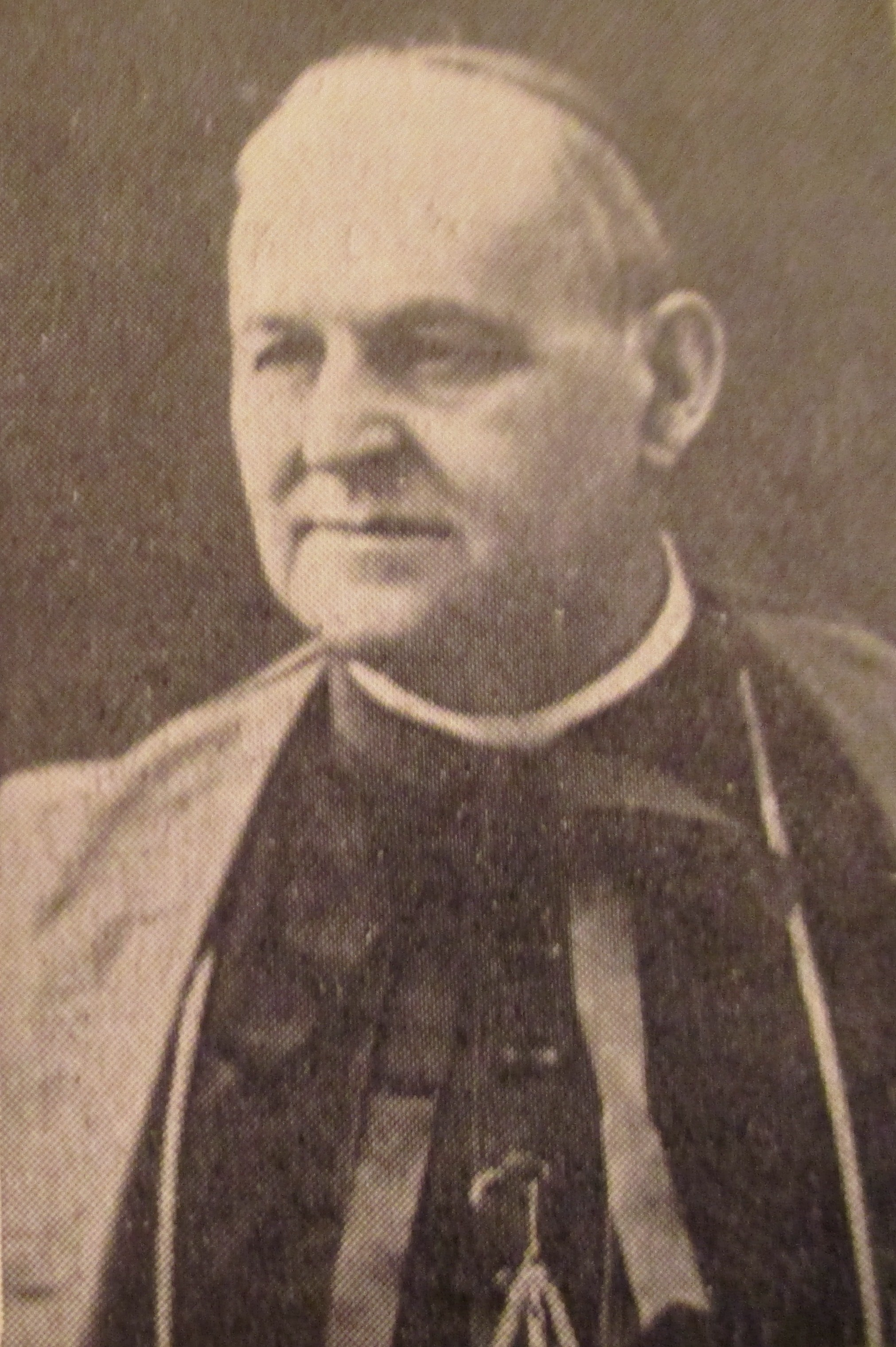
Kardinaal Pietro Boetto, S.J., Aartsbisschop van Genua (1938-1946), die in 2016 'Rechtvaardige onder de Volkeren' door Yad Vashem erkend was.
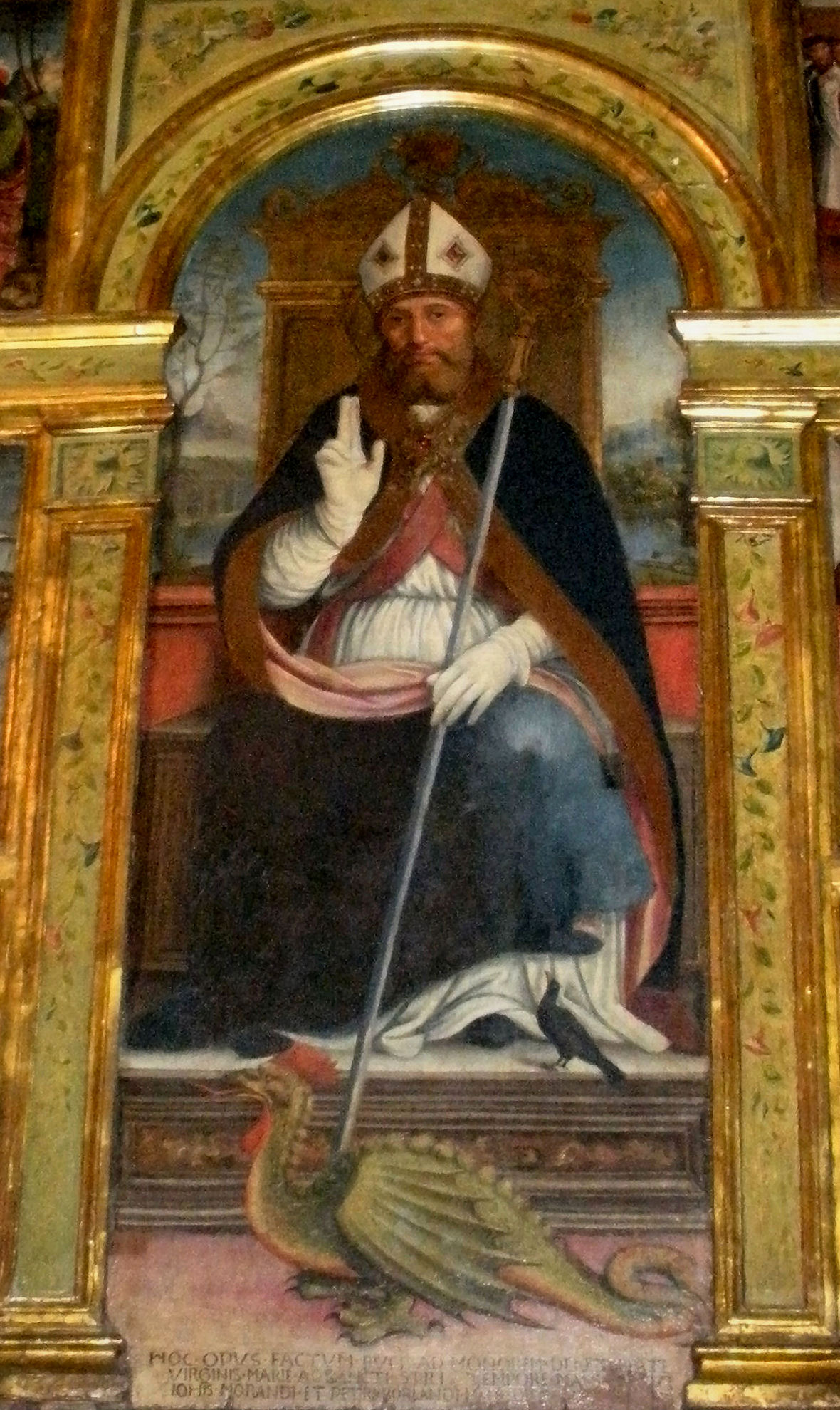
Sint-Syrus van Genua, derde bisschop van Genua (4e eeuw)
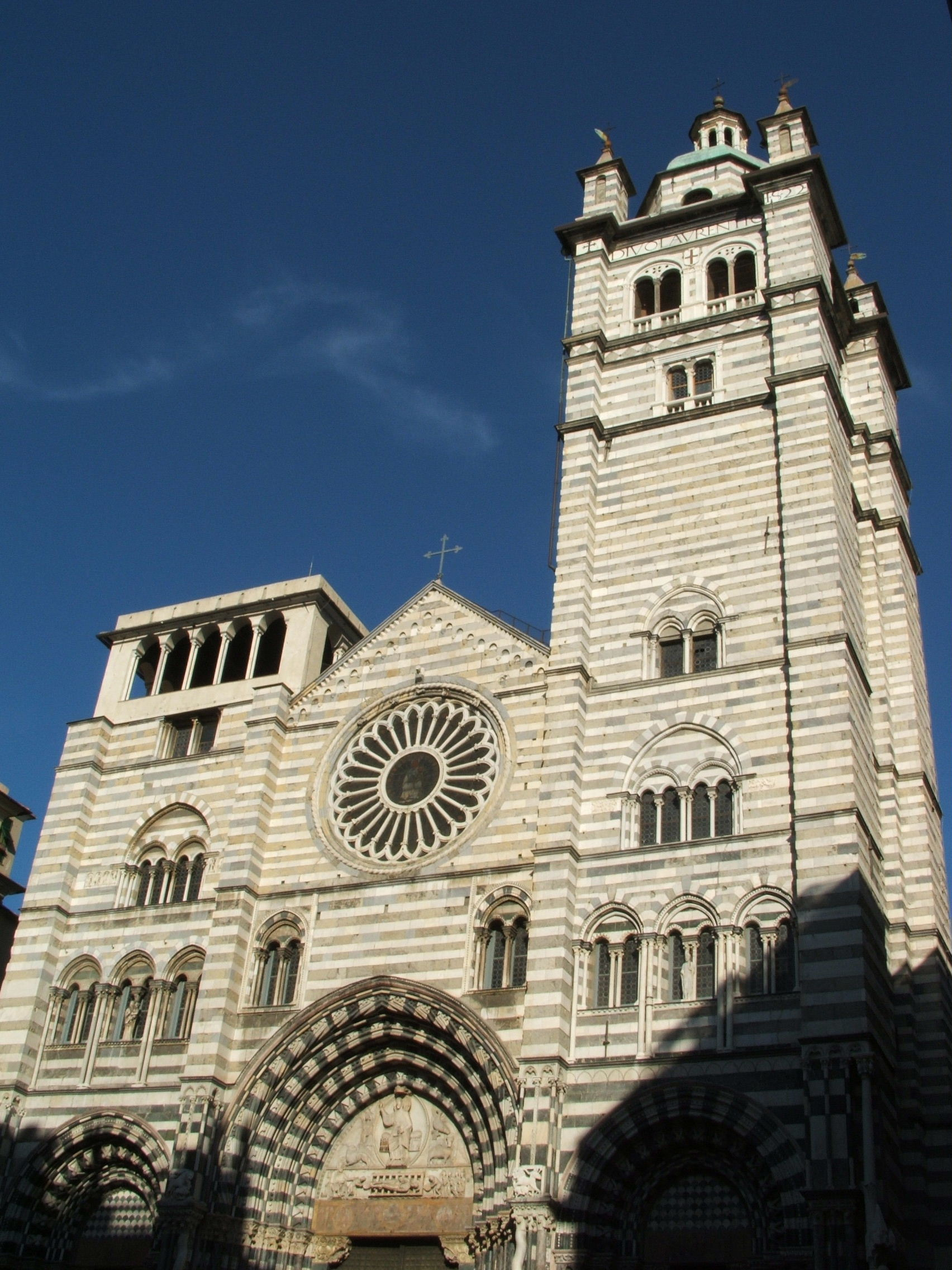
De kathedraal van Sint-Laurentius (Cattedrale di San Lorenzo), zetel van het aartsbisdom
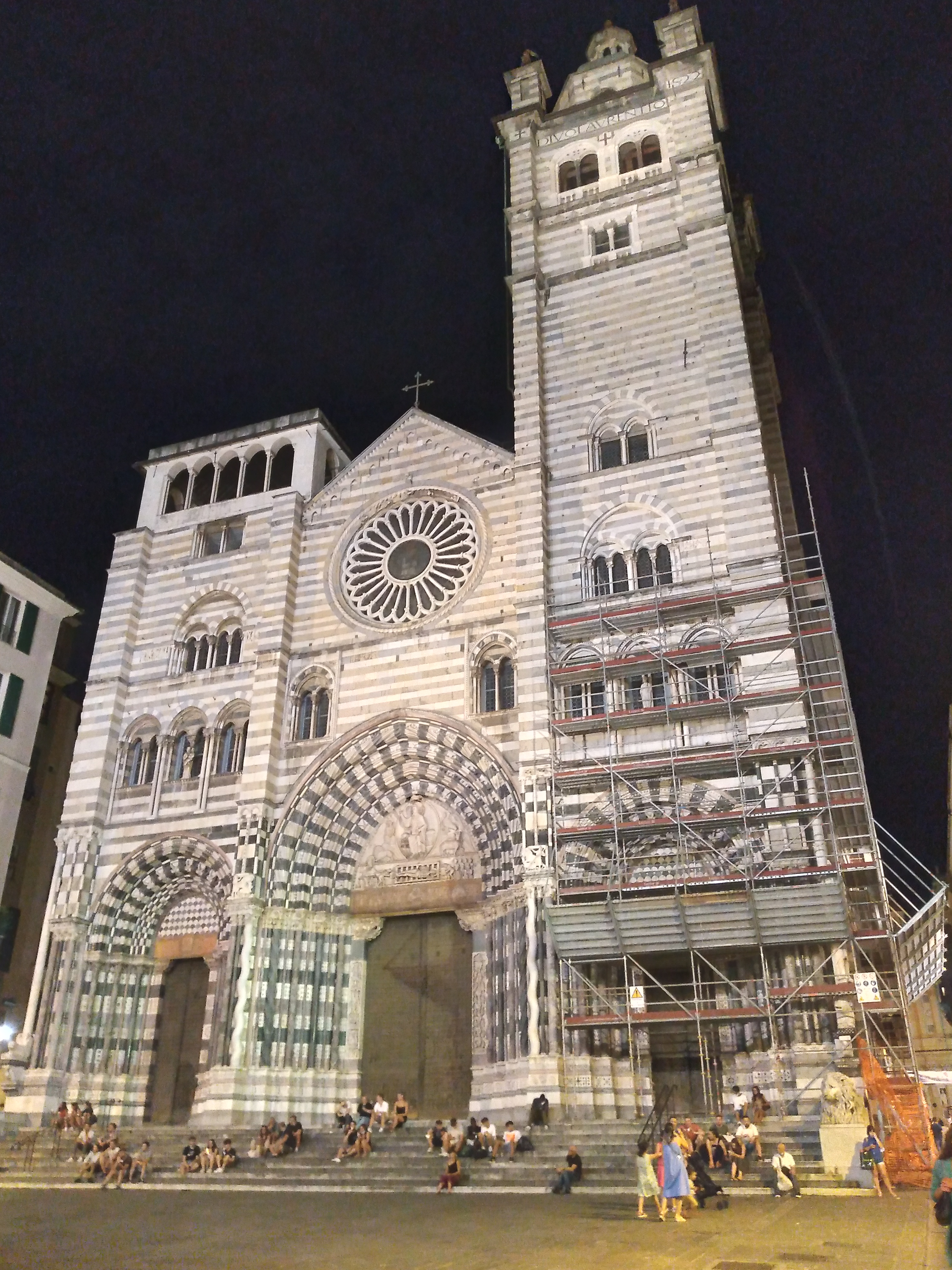
De kathedraal van Sint-Laurentius (Cattedrale di San Lorenzo), zetel van het aartsbisdom
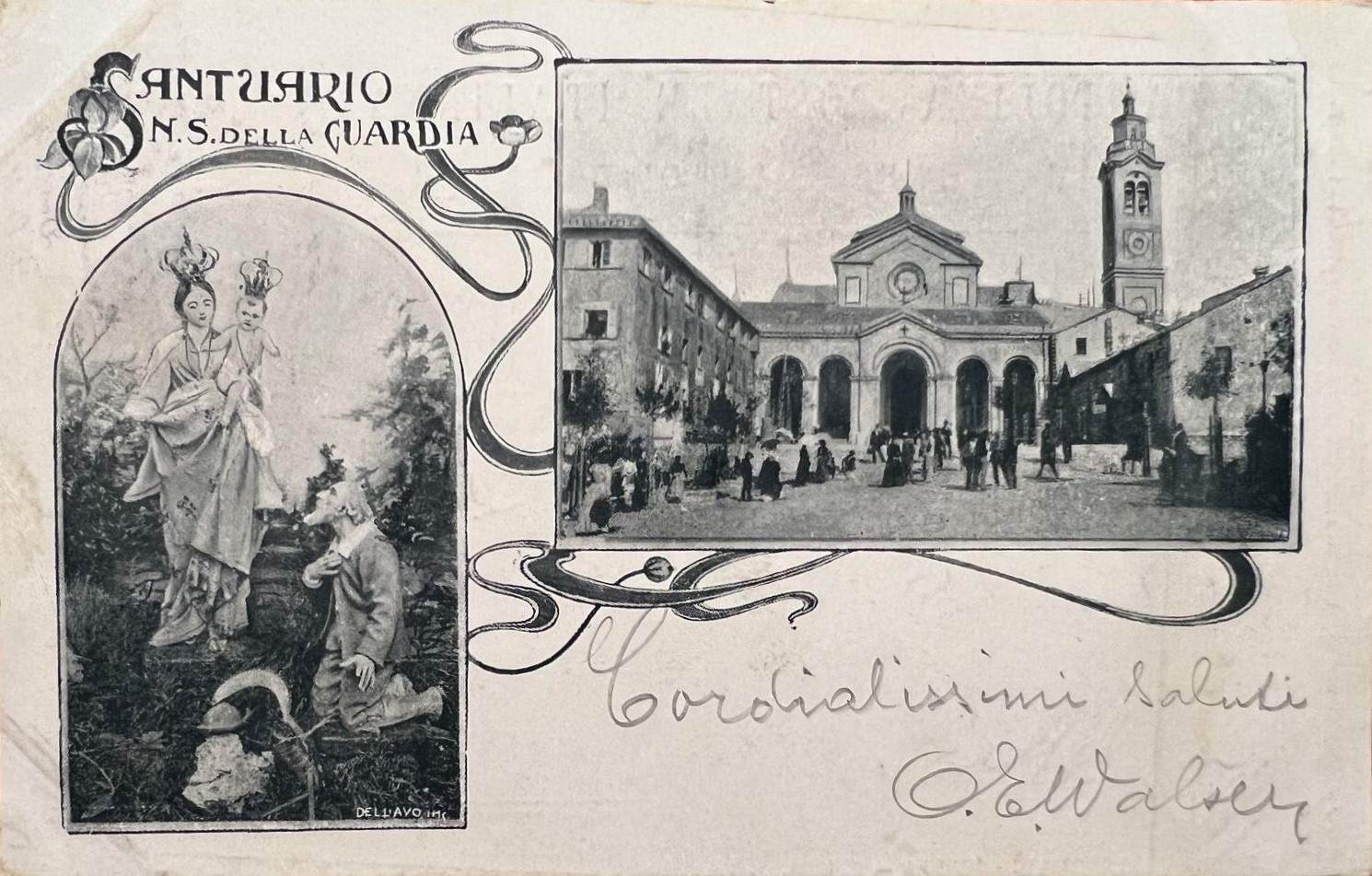
Basiliek van Onze Lieve Vrouwe van Bescherming (Santuario Basilica di Nostra Signora della Guardia) te Ceranesi, Genua

### Voetnoten
1. 1 2  VICARIATI E PARROCCHIE – Arcidiocesi di Genova. www.chiesadigenova.it. Gearchiveerd op 31 oktober 2023. Geraadpleegd op 4 november 2023.
2. ↑  Storia – Arcidiocesi di Genova. www.chiesadigenova.it. Gearchiveerd op 3 juni 2023. Geraadpleegd op 4 november 2023.
3. ↑  Arcidiocesi di Genova. www.chiesadigenova.it. Gearchiveerd op 31 oktober 2023. Geraadpleegd op 4 november 2023.
4. ↑  Rinunce e nomine. press.vatican.va. Gearchiveerd op 22 augustus 2023. Geraadpleegd op 30 oktober 2023.
5. ↑  Rinunce e nomine. press.vatican.va. Gearchiveerd op 11 november 2023. Geraadpleegd op 30 oktober 2023.
6. ↑  Cattedrale – Arcidiocesi di Genova. www.chiesadigenova.it. Gearchiveerd op 31 oktober 2023. Geraadpleegd op 4 november 2023.
7. ↑  (en) Home - English -. www.santamariadicastello.it. Geraadpleegd op 4 november 2023. [dode link]
8. ↑  SS. ANNUNZIATA DEL VASTATO 53 – Arcidiocesi di Genova. www.chiesadigenova.it. Gearchiveerd op 31 oktober 2023. Geraadpleegd op 4 november 2023.
9. ↑  S. MARIA DELLE VIGNE 2 – Arcidiocesi di Genova. www.chiesadigenova.it. Gearchiveerd op 31 oktober 2023. Geraadpleegd op 4 november 2023.
10. ↑  (it) Basilica Santa Maria Assunta in Carignano | Genova. Basilica Santa Maria Assunta di Carignano | Genova. Gearchiveerd op 4 november 2023. Geraadpleegd op 4 november 2023.
11. ↑  S. MARIA IMMACOLATA 5 – Arcidiocesi di Genova. www.chiesadigenova.it. Gearchiveerd op 31 oktober 2023. Geraadpleegd op 4 november 2023.
12. ↑  San Francesco da Paola – Arcidiocesi di Genova. www.chiesadigenova.it. Gearchiveerd op 31 oktober 2023. Geraadpleegd op 4 november 2023.
13. ↑  Home. www.santuariodelmonte.it. Gearchiveerd op 29 november 2023. Geraadpleegd op 4 november 2023.
14. ↑  Home. www.parrocchiaassunta.it. Gearchiveerd op 4 november 2023. Geraadpleegd op 4 november 2023.
15. ↑  La storia di Gesù Bambino – Santuario Gesù Bambino di Praga. www.gesubambino.org. Gearchiveerd op 4 november 2023. Geraadpleegd op 4 november 2023.
16. ↑  S. MARIA ASSUNTA (CAMOGLI) 87 – Arcidiocesi di Genova. www.chiesadigenova.it. Gearchiveerd op 31 oktober 2023. Geraadpleegd op 4 november 2023.
17. ↑  (it) Santuario della Madonna della Guardia di Genova a Ceranesi. Santuario Madonna della Guardia. Gearchiveerd op 4 november 2023. Geraadpleegd op 4 november 2023.
18. 1 2  (it) Cronache dell'Arcidiocesi di Genova - 2013. Cattolici Romani: forum cristiano cattolico italiano.. Gearchiveerd op 4 november 2023. Geraadpleegd op 4 november 2023.
19. 1 2  Vescovi a Genova – Arcidiocesi di Genova. www.chiesadigenova.it. Gearchiveerd op 4 november 2023. Geraadpleegd op 4 november 2023.
20. ↑  Sua Ecc.za Mons. Marco Tasca – Arcidiocesi di Genova. www.chiesadigenova.it. Gearchiveerd op 4 november 2023. Geraadpleegd op 4 november 2023.